# 海头街道
海头街道，是中华人民共和国广东省湛江市霞山区下辖的一个乡镇级行政单位。

## 行政区划
海头街道下辖以下地区：
屋山村、楼下村、后洋村、陈铁村、西厅村、东纯村、岑擎村、深田村、坛上村和新建村。